# Hans Koeppe
Emmanuel Hans Koeppe (* 4. Januar 1867 in Schkeuditz; † 12. April 1939 in Schreiberhau) war ein deutscher Hämatologe und Pädiater. Er wurde vor allem bekannt durch die Gründung der Gießener Kinderklinik und seiner Arbeit im Bereich der Hämatologie.

## Leben
Hans Koeppe war das jüngste Kind eines Rendanten und wurde nach dem frühen Tod der Eltern von seiner älteren Schwester Fanny aufgezogen. Aufgrund hoher Intelligenz erhielt Koeppe dank guter Leistungen ein Stipendium in Leipzig und studierte 1885 erst Naturwissenschaften, dann ab 1886 Medizin, wo er mit der Arbeit „Muskeln und Klappen in den Wurzeln der Pfortader“ promovierte, welche er unter dem Physiologen Carl Ludwig entdeckt hatte. Nach dem Ausscheiden aus dem aktiven Sanitätsdienst in seiner Militärzeit kam er 1892 über Stationen in Weimar, Mainz und Darmstadt nach Gießen.
In Gießen lernte er seine Frau Auguste Koeppe geb. Laubenheimer kennen und hatte vier Kinder mit ihr. Danach ging es für ihn nach kurzem Aufenthalt an der Poliklinik Leipzig als Assistenzarzt in eine Lungenheilstätte ins Vogtland. Obwohl er hier seine Grundsteine für erste hämatologischen Arbeiten legte, trat er 1893 eine Volontärstelle bei Prof. Otto Heubner am Kinderkrankenhaus Leipzig an. Diese war nur von kurzer Dauer, da Heubner nach Berlin berufen wurde. 1894 ließ er sich aktiv in Gießen als Arzt nieder, um sich in Kinderheilkunde habilitieren zu lassen. Dies erfolgte 1898 mit der Arbeit „Vergleichende Untersuchung über den Salzgehalt der Frauen- und Kuhmilch“. 1899 eröffnete Koeppe seine erste private Kinderpoliklinik in der Frankfurter Straße 10, wo zuvor Wilhelm Conrad Röntgen seine Laboratorien gehabt hatte. Koeppe wurde 1913 zum etatmäßigen außerordentlichen Professor ernannt, eine ordentliche Professur blieb ihm zeitlebens verwehrt.
Am 12. April 1939 verstarb Koeppe in Schreiberhau und wurde auf dem Alten Friedhof in Gießen beigesetzt.

## Kinderklinik Gießen
Die Kinderklinik in Gießen wurde 1912 mit 30 Betten eröffnet. Dies erfolgte nachdem Koeppe seine private Praxis zu Gunsten seiner Habilitation aufgeben musste und eine private Kinderpoliklinik, die mit einer kostenlosen „Säuglingsfürsorge Stelle“ verbunden war, eröffnete. Diese „Säuglingsfürsorge Stelle“, später „Mütterberatungsstelle“, und sogenannte Milchküchen waren je die vierte im Deutschen Reich. Koeppe war hingegen der Erste, der Buttermilch Konserven vergab. Als er aber mangels einer Kinderklinik kranke Kinder in das Säuglingsheim aufnahm, kam es zu Differenzen zwischen ihm und dem Verein für Armen- und Krankenpflege, was 1910 zur Trennung der Abteilung für Säuglingsfürsorge führte.
Der Streit wurde so heftig ausgetragen, dass sich am Ende die Großherzogliche Zentrale für Mütter- und Säuglingsschutz in Darmstadt einschaltete. Diese war 1907 gegründet worden, mit der sich mehrere Dozenten und Ärzte für Kliniken starkmachten. Ziel war es die Säuglingssterblichkeit zu verringern. 1908 wurde der Vorschlag der Gießener Falkultätsabordnung in Bezug auf eine Kinderklinik in Anlehnung an Koeppes Säuglingsheim wohlwollend angenommen und dementsprechend mit dem Bau der Klinik in 1911 begonnen. 1912 wurde sie eröffnet und auf Erlass des Hessischen Innenministers als Universitäts-Kinderklinik bezeichnet.
Ab dem 1. April 1917 ging die Klinik in staatliches Eigentum über. 1928/29 errichtete man einen Anbau für weitere Betten und Laboratorien. 1944 wurde die erste Kinderklinik bei einem alliierten Bombenangriff auf Gießen zerstört. Dabei kamen 16 Schwestern und 16 Kinder ums Leben.

## Veröffentlichungen (Auswahl)
- Muskeln und Klappen in den Wurzeln der Pfortader Arch. f. Physiol. Leipzig, 1890, Suppl.-Band, 168–173
- Die Bedeutung der Salze als Nahrungsmittel Gießen, 1896, Ricker’sche Buchhandlung
- Habilitationsarbeit: Vergleichende Untersuchung über den Salzgehalt der Frauen- und Kuhmilch Verlag M.G. Teubner, Leipzig, 1898. 48 Seiten
- Die Ernährung mit ‘Holländischer Säuglingsnahrung’, ein Buttermilchgemisch-Dauerpräperat. (keine weiteren Angaben)

## Sekundärliteratur
- Fritz Koch: Hans Koeppe (1867-1939). Professor der Kinderheilkunde, in: Hans Georg Gundel, Peter Moraw, Volker Press (Hg.): Gießener Gelehrte in der ersten Hälfte des 20. Jahrhunderts. Lebensbilder aus Hessen Band 2, 2. Teil (= Veröffentlichungen der Historischen Kommission für Hessen in Verbindung mit der Justus-Liebig-Universität Gießen, Band 35). - Marburg : Elwert 1982. S. 523–533.